# Niokolo-Koba Nemzeti Park
A Niokolo-Koba Nemzeti Park, Szenegál fővárosától 650 km-re keletre, a guineai határ mentén, a Tambacounda régióban fekszik. A nemzeti park státuszt 1954-ben kapta meg, 1981-ben lett a világörökség része.
A park területét összesen négyszer (1962, 1965, 1968, 1969) növelték, azonban a függetlenségért folyó harc során a kormány elhanyagolta a területet. Az 1990-es évektől kezdve a Szenegáli Nemzeti Parkok Igazgatósága és a Kutatási és Fejlesztési Intézet szoros kooperációban dolgozik azért, hogy a parkokban élő állatok számát évről évre növelje. A guineai Badiar Nemzeti Parkkal közösen létrehozott program szintén segíti a park ökológiai komplexitásának megőrzését.
A parkot a Gambia, valamint két mellékfolyója, a Koulountou és a névadó Niokolo-Koba szeli át. Domborzatát tekintve viszonylag sima, legmagasabb pontja az Assirik-hegy, 311 méterrel. A nagyrészt 200 méter magas dombokat hatalmas, az esős időszak alatt mocsarakká átalakuló síkságok választják el egymástól.
A Fouta-Djalon hegységhez közeledve, ahol a Niger, a Szenegál és a Gambia folyók erednek, a park domborzata feltűnően egyenetlenebbé válik. Az itt található hegycsúcsok természetes határt képeznek Szenegál és Bissau-Guinea között. A Simenti az egyetlen folyamatos állóvíz a területen, mely lehetőséget ad a szavanna állatainak, hogy a sós vízben megmártózzanak.

## Flóra és fauna
A nemzeti park állatvilága kiemelkedően gazdag. 
- A több mint 80 emlős faj között található afrikai elefánt, oroszlán, leopárd, afrikai vadkutya, csimpánz, pávián, nílusi víziló, óriás jávorantilop, fekete lóantilop, kafferbivaly, zászlósfarkú kolobusz, zöld cerkófmajom (Chlorocebus sabaeus), huszármajom, pusztai bóbitásantilop.
- több fajta hüllő él itt: nílusi varánusz, teknős, nílusi krokodil.
- 330 madárfaj közül kiemelkedik az óriástúzok, a feketenyakú koronásdaru, a kaffer szarvasvarjú, a vitézsas, a bukázó sas és az apáca-fütyülőlúd.

Megközelítőleg 1500 növényfaj található a parkban. A jellegzetes fák közül érdemes megemlíteni a majomkenyérfát, a Khaya senegalensis-t és a palmira-pálmát.
Az Assirik-hegyen találjuk Szenegál utolsó elefántjait, melyek kiemelt védettséget élveznek, valamint az utolsó óriás jávorantilopokat, melyeknek a súlya elérheti az egy tonnát is.

## Nyitvatartás
A park hivatalosan december 15. és április 30. között tart nyitva. Ezen időszakon kívül a központi épület és a Simenti szálloda is zárva tart, de elvileg a park bármikor látogatható. Napközben reggel 7 és délután 18 óra között van nyitva a park kapuja. Különösen az esős évszakban, novemberig egyes utak kizárólag négykerék meghajtású (4WD) járművel járhatók, de az ilyen járművek használata egész évben ajánlott, mivel (a szálloda és a kapu összeköttetését kivéve) értelemszerűen nincsenek kiépített utak. 
A vadállomány megfigyelésére legkedvezőbb időszak áprilistól májusig tart.
A parkba csak járművel szabad belépni, gyalogos közlekedés nem megengedett. Szervezett, angolul beszélő idegenvezetővel rendelkező utakhoz lehet csatlakozni, amihez a járművet a park biztosítja.
A park megközelítése: Tambából taxival vagy négykerék meghajtású járművel. Létezik transzfer járat is a Keur Khoudia szálloda (Tamba) és a Simenti szálloda között. Tambából minibusz járat van a Dar Salam bejáratig.
Tamba = Tambacounda („Tamba” a helyi lakosság által használt becenév).

## Fordítás
- Ez a szócikk részben vagy egészben  a   Parc_national_du_Niokolo-Koba című francia Wikipédia-szócikk fordításán alapul.  Az eredeti cikk szerkesztőit annak laptörténete sorolja fel. Ez a jelzés csupán a megfogalmazás eredetét és a szerzői jogokat jelzi, nem szolgál a cikkben szereplő információk forrásmegjelöléseként.